# Casa forta de les Olives
La Casa forta de les Olives és un edifici romànic del municipi de la Baronia de Rialb (Noguera) que forma part de l'Inventari del Patrimoni Arquitectònic de Catalunya. La casa forta de les Olives s'emplaça a la part alta d'una zona planera coneguda com les Argendes, envoltada de camps de conreu. En època moderna i contemporània aquesta antiga casa forta esdevingué masia.

## Descripció
Es tracta d'un edifici aïllat, de planta rectangular, amb un parell de cossos adossats, part dels murs del qual havia estat part d'una casa forta. Constaria de planta baixa, planta pis i golfes. Segons es desprèn de la lectura de paraments, de la façana nord, que té una longitud de 6,2 m, només els 2,5 metres inferiors pertanyen a la construcció original i són fets amb pedres rectangulars, arrenglerades en filades. Tota la part superior d'aquesta façana ha estat refeta i, fins i tot, sembla que, en part, fou fet de nou l'angle nord-est. Prop d'aquest angle hi ha una espitllera, potser original. No s'observen més obertures en aquest mur.
La resta de façanes presenten un parament similar al de la part alta de la façana septentrional, construïdes amb blocs de mida més petita, arrenglerats en filades i units amb morter de calç. Destaca el fet que part dels paraments estan construïts, en part, mitjançant tàpia. La façana principal, orientada a llevant, presenta una porta sobreelevada respecte al sòl de l'entorn a la qual s'accedeix per una rampa empedrada. La porta presenta una doble llinda, consistent en un bloc allargassat de pedra a la part de dalt i una llinda de fusta, segurament de factura posterior, més avall. Al primer pis les úniques obertures són una petita finestra rectangular amb ampit i llinda de fusta i dues petites finestres quadrangulars obertes directament al parament.
La teulada és a doble vessant, amb el carener paral·lel a la façana principal i coberta de teula àrab. A ponent i a migdia l'edifici presenta dos cossos adossats, d'època posterior, un dels quals està parcialment enrunat.
A l'interior, la planta baixa fou en bona part un estable i, en un dels cossos adossats s'hi conserva un interessant forn de pa. El primer pis fou utilitzat anys enrere com a conilleres. A l'exterior s'hi observen fragments de rodes de molí i una gran pica de pedra.
Per la tipologia dels paraments conservats podria datar-se el moment fundacional d'aquesta casa forta vers els segles XII o XIII, si bé s'hi continuà vivint, transformada en casa de pagès, fins fa pocs anys.